# Rhizoecus brevipes
Rhizoecus brevipes är en insektsart som först beskrevs av Goux 1943.  Rhizoecus brevipes ingår i släktet Rhizoecus och familjen ullsköldlöss.
Artens utbredningsområde är Frankrike. Inga underarter finns listade i Catalogue of Life.